# St.-Georgs-Kathedrale (Ano Syros)

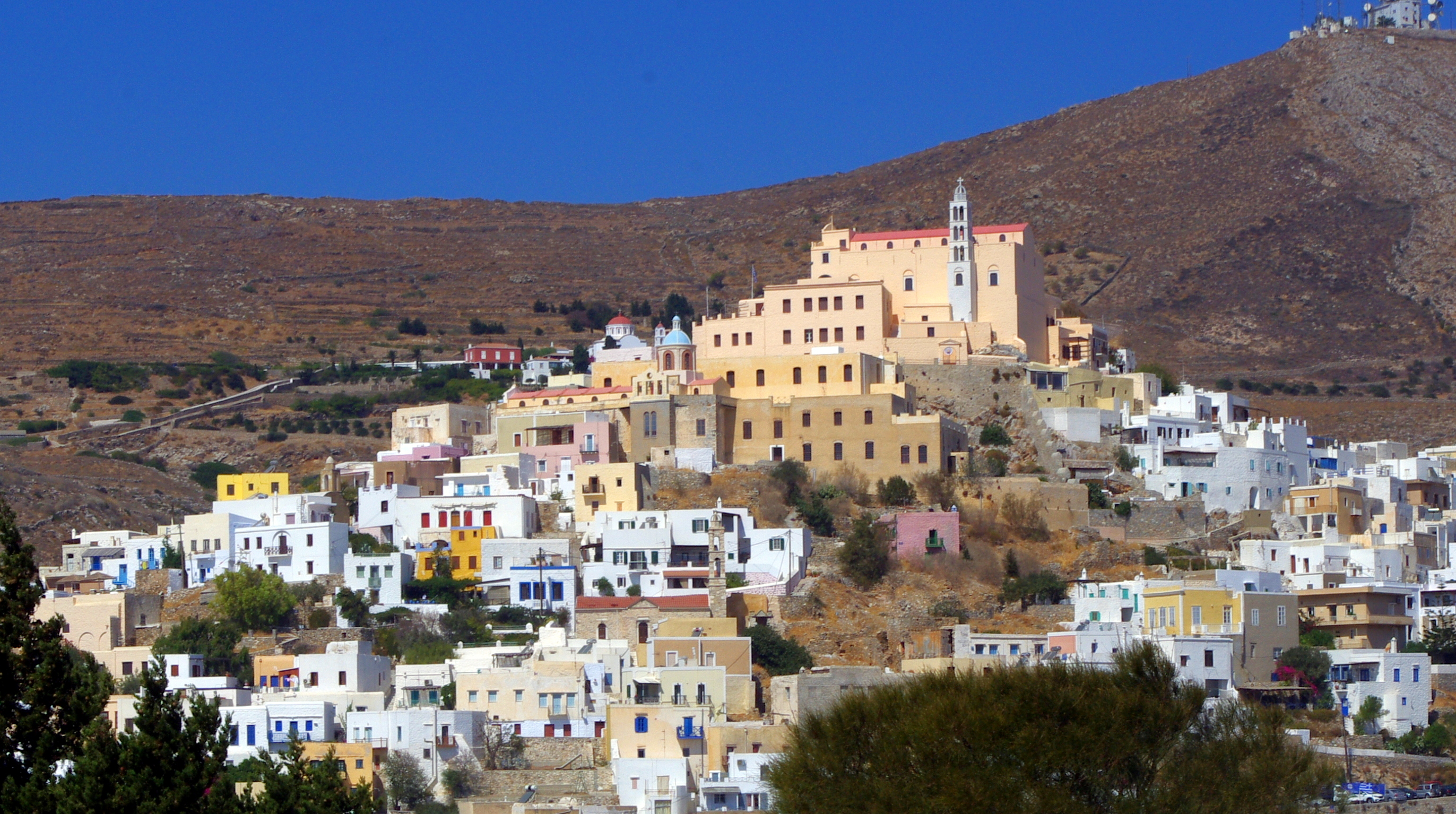
Ano Syros mit der Kathedrale Agios Georgios

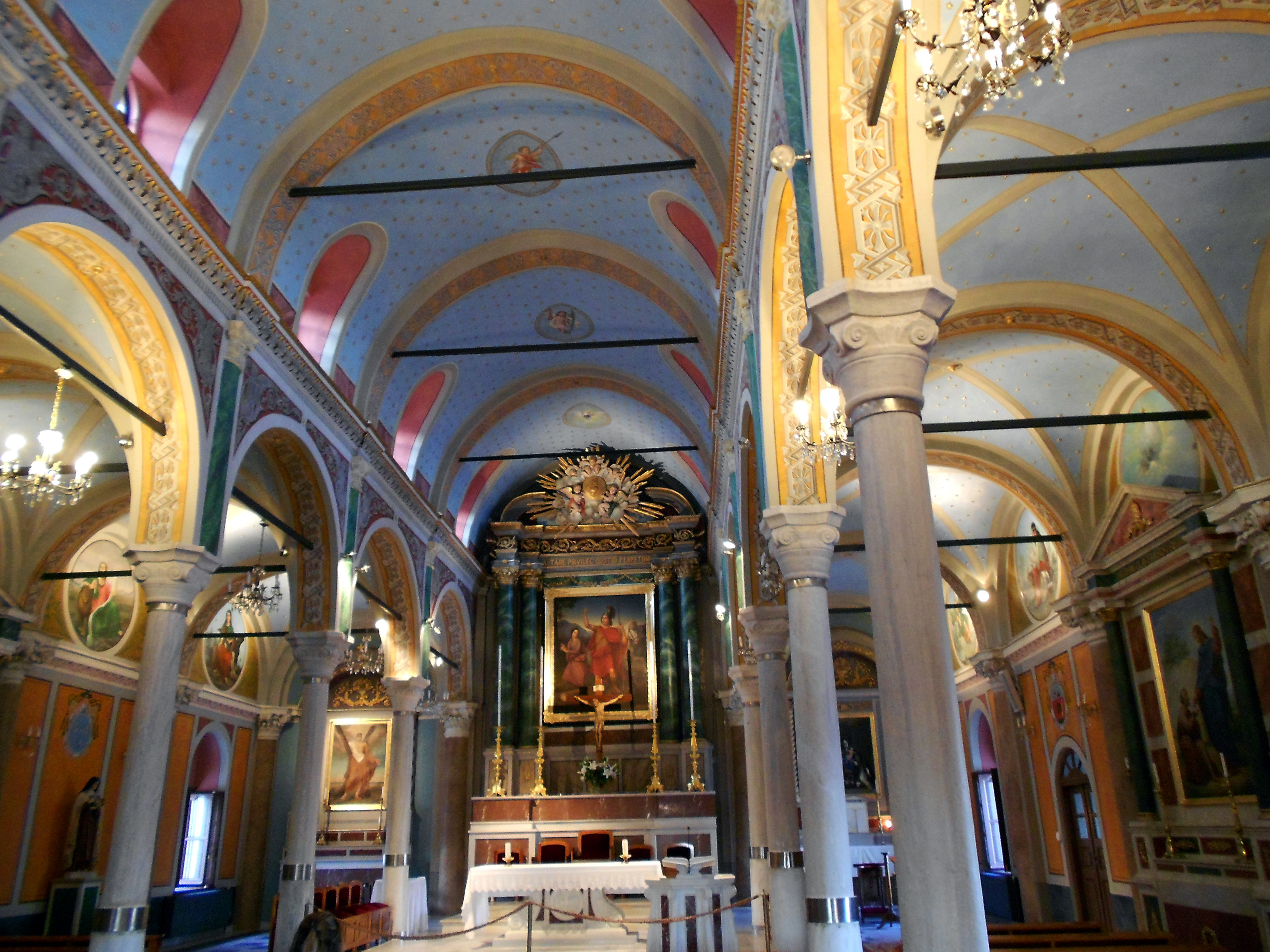
Innenansicht

Die St.-Georgs-Kathedrale (griechisch Καθεδρικός Ναός Αγίου Γεωργίου Kathedrikós Naós Agíou Georgíou, deutsch ‚Kathedrale Agios Georgios‘) ist die Bischofskirche des römisch-katholischen Bistums Syros in Ano Syros auf der Kykladeninsel Syros in Griechenland. Lokal ist die Kurzform San Tzortzis (Σαν Τζώρτζης) von italienisch San Giorgio gebräuchlich.

## Geschichte
An der Stelle der heutigen Kathedrale wurden erstmals im 8. Jahrhundert eine byzantinische Kirche erbaut, bevor die Venezianer um 1200 auf dem Berg eine katholische Kirche errichteten. Sie wurde im Jahr 1617 von den Türken zerstört und ihr Bischof Ioannis Andreas Kargas gehängt.
Im Jahr 1652 wurde die Kirche die Kathedrale der römisch-katholischen Diözese von Syros und Milos. Im Jahr 1834 wurde sie das letzte Mal umgebaut und erhielt ihre heutige Gestalt.
In der Kathedrale befinden sich eine Ikone des Heiligen Georg und der Mutter Gottes „Panagias tis Elpidas“.